# Kepler-6b
Kepler-6b – planeta pozasłoneczna typu gorący jowisz, znajdująca się w konstelacji Smoka. Została odkryta w 2010 roku przez sondę Kepler.
Kepler-6b ma masę wynoszącą 0,67 MJ oraz promień 1,32 RJ. Planeta ta obiega swoją gwiazdę Kepler-6 w ciągu około 3,23 dnia.
| Jowisz | Kepler-6b |
| ------ | --------- |
|        |           |